# Knickenhagen (Horn-Bad Meinberg)
Der Knickenhagen ist eine Anhöhe im Lippischen Wald mit einer Höhe von 314,1 m im Ortsteil Holzhausen-Externsteine der Gemeinde Horn-Bad Meinberg in Nordrhein-Westfalen.
Der Berg liegt südöstlich der Externsteine und ist Teil des FFH-Schutzgebiets Externsteine. Die Bergheide auf dem Knickenhagen mit Heidelbeere, Besenheide, Pfeifengras und Wacholder-Restbeständen wird durch Schafe und Ziegen der Biologischen Station Lippe beweidet und somit vor Verbuschung bewahrt.